# قانون اشتراكي

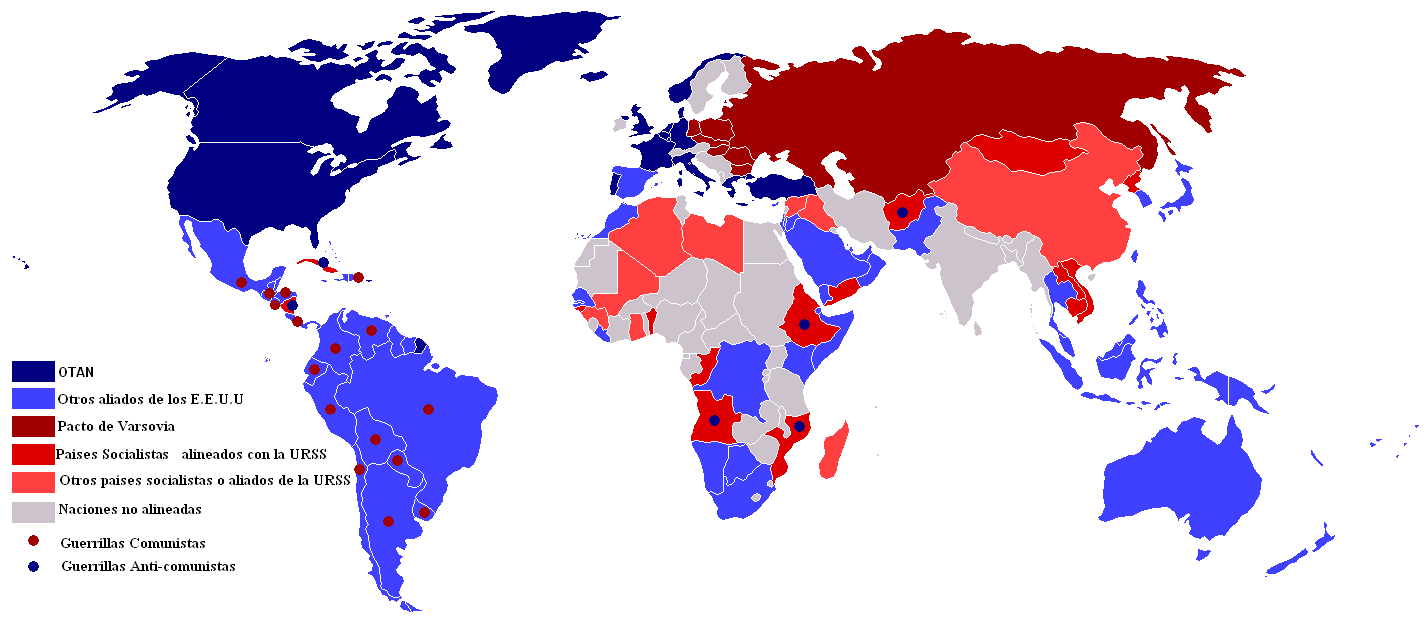

يشير القانون الاشتراكي أوالقانون السوفياتي إلى نوع عام من النظام القانوني استخدم في الدول الاشتراكية والاشتراكية سابقًا يقوم على نظام القانون المدني، مع تعديلات وإضافات رئيسية من الفكر الماركسي اللينيني.
هناك جدل حول ما إذا كان القانون الاشتراكي يشكل نظامًا قانونيًا منفصلًا أم لا، إذا كان الأمر كذلك قبل نهاية الحرب الباردة فسيتم تصنيف القانون الاشتراكي بين الأنظمة القانونية الرئيسية في العالم.
في حين أن أنظمة القانون المدني عادة ما تضع آلامًا كبيرة في تعريف مفهوم الملكية الخاصة، كيف يمكن الحصول عليها أو نقلها أو فقدانها، فإن أنظمة القانون الاشتراكي تنص على امتلاك معظم الممتلكات من قبل الحكومة أو من قبل التعاونيات الزراعية، وامتلاك المحاكم والقوانين الخاصة لمؤسسات الدولة.
يجادل العديد من العلماء بأن القانون الاشتراكي لم يكن تصنيفًا قانونيًا منفصلًا على الرغم من أن نهج الاقتصاد الموجه للدول الشيوعية يعني أنه لا يمكن امتلاك معظم أنواع الملكية إلا أن الاتحاد السوفييتي كان لديه دائمًا قانون مدني والمحاكم التي فسرت هذا القانون المدني، ونهج القانون المدني في التفكير القانوني (وبالتالي كل من العملية القانونية وكان المنطق القانوني مماثلاً إلى حد كبير لنظام القانون المدني الفرنسي أو الألماني) حافظت الأنظمة القانونية في جميع الدول الاشتراكية على المعايير الرسمية للقانون المدني الروماني الجرماني، لهذا السبب، ينظر منظرو القانون في الدول ما بعد الاشتراكية عادة إلى القانون الاشتراكي كحالة خاصة من القانون المدني الروماني الجرماني حالات تطور القانون العام في القانون الاشتراكي غير معروفة بسبب عدم توافق المبادئ الأساسية لهذين النظامين (يفترض القانون العام دورًا مؤثرًا في وضع القواعد للمحاكم بينما تلعب المحاكم في الدول الاشتراكية دورًا تابعًا).

## النظرية القانونية السوفيتية
أظهر القانون السوفيتي العديد من الخصائص الخاصة المستمدة من الطبيعة الاشتراكية للدولة السوفييتية وعكس الأيديولوجية الماركسية اللينينية قبل فلاديمير لينين المفهوم الماركسي للقانون والدولة كأدوات للإكراه في يد البرجوازية وافترض إنشاء محاكم شعبية غير رسمية لإدارة العدالة الثورية كان بيترس ستوكا أحد النظريين الرئيسيين للشرعية الاشتراكية السوفياتية في هذه المرحلة المبكرة.
إلى جانب هذا الاتجاه الطوباوي كان أحد أكثر النقاد لمفهوم «العدالة البروليتارية» الذي يمثله إيفجيني باشوكانيس تطور اتجاه ديكتاتوري دعا إلى استخدام القانون والمؤسسات القانونية لقمع كل معارضة النظام بلغ هذا الاتجاه ذروته في ظل جوزيف ستالين مع صعود أندريه فيشينسكي عندما تم تنفيذ إقامة العدل بشكل رئيسي من قبل شرطة الأمن في محاكم خاصة.
خلال نزع الستالينية من عهد نيكيتا خروتشوف تطور اتجاه جديد على أساس الشرعية الاشتراكية وشدد على ضرورة حماية الحقوق الإجرائية والقانونية للمواطنين بينما لا يزال يدعو إلى طاعة الدولة. كانت القوانين القانونية الجديدة التي تم تقديمها في عام 1960 جزءًا من الجهود المبذولة لوضع قواعد قانونية في إدارة القوانين على الرغم من أن الشرعية الاشتراكية ظلت سارية بعد عام 1960 استمرت الاتجاهات الديكتاتورية والطوباوية في التأثير على العملية القانونية.
استمر اضطهاد المعارضين السياسيين والدينيين ولكن في الوقت نفسه كان هناك ميل إلى عدم تجريم الجرائم الأقل خطورة من خلال تسليمها إلى المحاكم الشعبية والهيئات الإدارية والتعامل معها عن طريق التعليم بدلاً من السجن بحلول أواخر عام 1986 كان عصر ميخائيل جورباتشوف يشدد من جديد على أهمية الحقوق الفردية فيما يتعلق بالدولة وينتقد أولئك الذين انتهكوا القانون الإجرائي في تطبيق العدالة السوفيتية هذا يشير إلى عودة الشرعية الاشتراكية باعتبارها الاتجاه السائد لا تزال الشرعية الاشتراكية نفسها تفتقر إلى السمات المرتبطة بالفقه الغربي.

## الصفات المميزة
يشبه القانون الاشتراكي القانون المدني ولكن مع زيادة كبيرة في قطاع القانون العام وانخفاض قطاع القانون الخاص.
- ضمانات اجتماعية واسعة النطاق من الدولة (الحق في العمل، والتعليم المجاني، والرعاية الصحية المجانية، والتقاعد عند 60 للرجال و 55 للنساء، وإجازة الأمومة، واستحقاقات الإعاقة المجانية، وتعويضات الإجازات المرضية، والإعانات للأسر متعددة الأطفال...) في عودة لدرجة عالية من التعبئة الاجتماعية.
- تفتقر العملية القضائية إلى طابع الخصومة؛ النيابة العامة تعتبر «مقدم للعدالة».
- الطرد الجزئي أو الكلي للطبقات الحاكمة السابقة من الحياة العامة في المراحل الأولى من وجود كل دولة اشتراكية؛ لكن في جميع الدول الاشتراكية تحولت هذه السياسة تدريجياً إلى سياسة «أمة اشتراكية واحدة بدون طبقات».
- تنوع الآراء السياسية تثبيط مباشرة.
- خضع الحزب الشيوعي الحاكم في نهاية المطاف للمحاكمة من خلال لجان الحزب في المقام الأول.
- إلغاء الملكية الخاصة التي تعتبر هدفاً أساسياً للاشتراكية، إن لم يكن سمة مميزة لها، وبالتالي تقترب من التجميع الكامل وتأميم وسائل الإنتاج؛
- خضوع القضاء للحزب الشيوعي
- قلة احترام الخصوصية، والسيطرة الواسعة للحزب على الحياة الخاصة؛
- احترام منخفض للملكية الفكرية باعتبار المعرفة والثقافة حقًا للبشر وليس امتيازًا كما هو الحال في اقتصاديات السوق الحرة.

كانت إحدى المؤسسات المحددة المميزة للقانون الاشتراكي هي ما يسمى بمحكمة اللوائح (أو، «محكمة الرفاق» شفهيًا، الروسية المحكمة الرفيقة) التي قررت في المخالفات البسيطة.

## القانون الاشتراكي الصيني
من بين الحكومات الشيوعية المتبقية، أضاف بعضها (وأبرزها جمهورية الصين الشعبية) تعديلات واسعة النطاق على أنظمتها القانونية بشكل عام، هذا نتيجة لتغيراتهم الاقتصادية الموجهة نحو السوق ومع ذلك لا يزال من الممكن رؤية بعض التأثير الشيوعي: وعلى سبيل المثال في قانون العقارات الصيني لا يوجد مفهوم موحد للملكية العقارية، تمتلك الدولة كل الأراضي ولكن ليس في كثير من الأحيان الهياكل التي تقع على تلك الأرض.
تم تطوير نظام مخصص نوعًا ما معقدًا لحقوق الاستخدام في ملكية الأراضي وحقوق الاستخدام هذه هي الأشياء التي يتم تداولها رسميًا (بدلاً من الملكية نفسها) في بعض الحالات -على سبيل المثال في حالة العقارات السكنية الحضرية - ينتج النظام شيئًا يشبه المعاملات العقارية في أنظمة قانونية أخرى.  
في حالات أخرى، يؤدي النظام الصيني إلى شيء مختلف تمامًا على سبيل المثال: من المفاهيم الخاطئة الشائعة أن الإصلاحات في ظل دينج زياوبنج أدت إلى خصخصة الأراضي الزراعية وإنشاء نظام لحيازة الأراضي مماثل لتلك الموجودة في الدول الغربية في الواقع، تمتلك لجنة القرية الأرض وعقود الحق في استخدام هذه الأراضي على المزارعين الأفراد الذين قد يستخدمون الأراضي لكسب المال من الزراعة ومن ثم يتم تقسيم الحقوق التي يتم توحيدها عادة في الاقتصادات الغربية بين المزارع الفردي ولجنة القرية.
هذا له عدد من العواقب أحدها هو أنه لأنه ليس للمزارع الحق المطلق في نقل الأرض لا يمكنه الاقتراض مقابل حقوق الاستخدام الخاصة به من ناحية أخرى هناك بعض التأمين ضد المخاطر في النظام، حيث يمكن للمزارع إعادة أرضه إلى لجنة القرية إذا أراد التوقف عن الزراعة وبدء نوع آخر من الأعمال ثم إذا لم ينجح هذا العمل يمكنه الحصول على عقد جديد مع لجنة القرية والعودة إلى الزراعة إن حقيقة أن الأرض قابلة لإعادة التوزيع من قبل لجنة القرية يضمن أيضًا عدم ترك أي شخص بدون أرض وهذا يخلق شكلاً من أشكال الرفاهية الاجتماعية.
كان هناك عدد من الاقتراحات لإصلاح هذا النظام وكانوا يميلون إلى أن يتم خصخصة الأراضي الريفية بالكامل لغرض مزعوم لزيادة الكفاءة لم تحظ هذه المقترحات عادة بأي دعم كبير ويرجع ذلك إلى حد كبير إلى شعبية النظام الحالي بين المزارعين أنفسهم هناك خطر ضئيل في أن تحاول اللجنة القروية فرض عقد سيء على المزارعين لأن هذا سيقلل من كمية الأموال التي تتلقاها اللجنة القروية وفي الوقت نفسه يتمتع المزارع ببعض المرونة ليقرر ترك الزراعة لمشاريع أخرى والعودة في وقت لاحق.  